# Sydslesvigsk Vælgerforening
Sydslesvigsk Vælgerforening (tysk Südschleswigscher Wählerverband, nordfrisisk Söödschlaswiksche Wäälerferbånd) (SSW) er et politisk parti i Tyskland, der repræsenterer danskerne og nordfriserne (nationale frisere) i Sydslesvig. Den nuværende formand er Christian Dirschauer.
Målt på antal partimedlemmer er SSW med sine omtrent 3.600 medlemmer det fjerdestørste parti i Slesvig-Holsten. SSW er medlem af Europæisk Fri Alliance, der består af i alt 34 regional- og mindretalspartier fra EU's medlemslande.

## Historie
Partiet blev dannet den 30. juni 1948 i Slesvig by som politisk repræsentation for den danske og frisiske folkedel i Sydslesvig. Indtil da blev danskernes politiske repræsentation varetaget af Sydslesvigsk Forening. Partiets rødder går tilbage til Den Slesvigske Forening (i Weimarrepublikken) og Vælgerforening for Nordslesvig (i perioden 1888 til 1920). Ved kommunalvalget i 1948 fik det nystiftede parti cirka 26 % af stemmerne i Sydslesvig og i landdagen havde SSV/SSW 6 mandater. Ved valget til forbundsdagen i 1949 opnåede partiet også et sæde i det øverste tyske parlament, som blev varetaget af Hermann Clausen. Opbakningen svandt dog hurtigt, især efter at håbet om en mulig genforening med Danmark svandt. Det lykkedes heller ikke at genvinde mandatet ved det følgende forbundsvalg i 1953.
I 1950 blev der indført en spærregrænse på 5 procent ved landdagsvalgene, hvilket kunne blive et problem for SSW, som repræsenterede to mindretal og kun opstillede i delstatens nordlige del, i Sydslesvig. I 1951 hævede landsregeringen spærregrænsen endog til 7,5 % Det blev dog i 1952 underkendt af den tyske forfatningsdomstol, hvorpå 5 %-grænsen igen blev gældende. Ved det følgende landdagsvalg i 1954 faldt SSW`s stemmeandel endelig til 3,5 % og partiet røg ud af landdagen. Året efter afgav både Danmark og Tyskland København-Bonn-erklæringerne, der skulle sikre mindretallenes rettigheder på begge sider af grænsen og i denne forbindelse blev SSW ved landdagsvalgene fritaget for spærregrænsen. Allerede siden 1953 har nationale mindretal været undtaget fra spærregrænsen ved forbundsvalgene. Ved landdagsvalget i 1958 kom SSW derfor med 2,8 % af stemmerne igen ind i landdagen. Pladserne blev varetaget af Samuel Münchow og Berthold Bahnsen. I 1966 udsendte SSW et nyt partiprogram, hvori partiet påtog sig medansvaret for landets udvikling på grundlag af dansk-nordisk demokrati-model.
Fra 1971 til 1996 sad Karl Otto Meyer som eneste SSW-repræsentant i landdagen. Han profilerede partiet som regionalparti mellem de to store politiske blokke og tog stilling til en række politiske spørgsmål. Han gik især ind for fuld ligeberettigelse for den danske og frisiske folkedel. Et af resultaterne var forhøjelsen af delstatens tilskud til de danske skoler i 1985. Karl Otto Meyers efterfølger blev i 1996 Anke Spoorendonk. På grund af en ændring af valgloven kunne SSW i 2000 for første gang også vælges med andenstemme i Holsten og SSW`s stemmeandel steg til 4,1 %. SSW opstiller dog fortsat kun valgkredskandidater i Sydslesvig.
Ved landdagsvalget 2012 vandt partiet 4,6 procent af stemmerne og indgik et rødt-grønt-blåt regeringssamarbejde med de tyske socialdemokrater og De Grønne. Det var første gang i SSW's historie, at partiet deltog i en delstatsregering. Den hidtidige gruppeformand, Anke Spoorendonk, blev minister for justits, Europa og kultur.
I 2021 deltog SSW for første gang i mere end 60 år i et forbundsdagsvalg igen. Med omkring 55.000 partistemmer, svarende til 0,1 % af de gyldige partistemmer i hele Tyskland, opnåede Stefan Seidler et forbundsdagsmandat i Berlin for SSW. Ved landdagsvalget 2022 gik partiet frem fra 3,3 procent i 2017 til 5,7 procent og fik 4 mandater i landdagen i Kiel. De fire landdagsmedlemmer er gruppeformand Lars Harms fra Husum, partiformand Christian Dirschauer fra Flensborg, Jette Waldinger-Thiering fra Egernførde og Sybilla Nitsch fra Husum. I flere år sad også Flemming Meyer for SSW i landdagen i Kiel.
Ved seneste kommunalvalg i 2023 fik partiet omtrent 50.000 stemmer svarende til 4,4 procent på delstatsplan. SSW vandt 210 mandater i kommunerne og 40 i kredse og kredsfrie byer. Dertil kom enkelte SSWer på lokallister. I Flensborg byråd er partiet repræsenteret med 11 mandater (→ 24,8 %), i Slesvig-Flensborgs kredsdag med 11 mandater (→ 16,5 %), i Nordfrislands kredsdag med 9 mandater (→ 14,7 %), i Rendsborg-Egernfjords kredsdag med 5 mandater (→ 9,0 %) og i Kiel byråd med 4 mandater (→ 8,2 %). SSW fik flest stemmer i Arnæs ved Slien (med 54,4 %) og i Harreslev (med 39,2 %).
Partiets landdagsgruppe har tidligere blandt andet udarbejdet en ny offentlighedslov efter dansk forbillede, en lov om overenskomstmæssig aflønning samt en nordfrisisk sproglov (Friserloven), der skal fremme det nordfrisiske sprog i det offentlige rum. I 2009 kæmpede partiet mod et planlagt CO2-lager i Sydslesvig, og i 2010 udtalte partiet sig blandt andet mod nedprioriteringen af Flensborg Universitet og mod sænkningen af tilskuddet til de danske skoler i Sydslesvig. I 2012 og 2013 krævede partiet forbud mod fracking. Sammen med Frisisk National Parti fra Nederlandene vil Sydslesvigsk Vælgerforening gøre en fælles indsats for at de frisiske sprog bliver optaget i Unescos verdenskulturarv. I 2022 krævede partiet genindførelse af loven om overholdelse af overenskomster (Tariftreuegesetz), gjorde opmærksomme på miljøtilstand af Slien og Flensborg Fjord og udtalte sig både mod olieboring i vadehavet samt mod etablering af en naturgasterminal (LNG-terminal)

## Vælgertilslutning ved valg
| Kommunalvalg | Flensborg | Slesvig- Flensborg Amt | Nordfris- lands Amt | Rendsborg- Egernførde Amt | SSV stemmer i alt | Andel SSV-stemmer i % | SSV-stemmer i Slesvig-Holsten | Andel SSV-stemmer i % i Slesvig-Holsten |
| ------------ | --------- | ---------------------- | ------------------- | ------------------------- | ----------------- | --------------------- | ----------------------------- | --------------------------------------- |
| 1948         | 30.352    | 24.490                 | 23.262              | 12.873                    | 90.977            | 25,0                  | 91.631                        | 7,1                                     |
| 1951         | 26.523    | 17.191                 | 15.079              | 6.611                     | 65.404            | 21,9                  | 65.967                        | 5,4                                     |
| 1955         | 19.114    | 10.997                 | 8.066               | 3.662                     | 41.839            | 17,1                  | 42.097                        | 3,9                                     |
| 1959         | 15.702    | 8.542                  | 6.455               | 2.520                     | 33.219            | 12,0                  | 33.460                        | 2,9                                     |
| 1962         | 13.341    | 7.573                  | 5.210               | 1.987                     | 28.111            | 11,6                  | 28.265                        | 2,5                                     |
| 1966         | 11.671    | 6.687                  | 4.687               | 1.533                     | 24.593            | 10,2                  | 24.710                        | 2,2                                     |
| 1970         | 10.055    | 6.005                  | 4.346               | 1.112                     | 21.518            | 7,8                   | 21.803                        | 1,7                                     |
| 1974         | 10.196    | 6.196                  | 4.634               | 1.078                     | 22.104            | 7,4                   | 22.367                        | 1,6                                     |
| 1978         | 10.447    | 8.166                  | 4.144               | 1.334                     | 24.091            | 7,8                   | 24.384                        | 1,7                                     |
| Landdagsvalg | Flensborg | Slesvig- Flensborg Amt | Nordfris- lands Amt | Rendsborg- Egernførde Amt | SSV stemmer i alt | Andel SSV-stemmer i % | SSV-stemmer i Slesvig-Holsten | Andel SSV-stemmer i % i Slesvig-Holsten |
| 1947         | 31.814    | 27.592                 | 24.021              | 14.404                    | 97.831            | 33,0                  | 99.500                        | 9,3                                     |
| 1950         | 26.356    | 19.383                 | 17.887              | 7.357                     | 70.983            | 21,8                  | 71.864                        | 5,5                                     |
| 1954         | 19.462    | 10.693                 | 7.912               | 3.750                     | 41.817            | 15,4                  | 42.242                        | 3,5                                     |
| 1958         | 15.744    | 9.074                  | 6.346               | 2.640                     | 33.804            | 12,9                  | 34.136                        | 2,8                                     |
| 1962         | 11.197    | 6.827                  | 4.697               | 1.809                     | 24.530            | 9,9                   | 26.883                        | 2,3                                     |
| 1967         | 10.520    | 6.811                  | 4.570               | 1.613                     | 23.514            | 8,9                   | 23.577                        | 1,9                                     |
| 1971         | 8.677     | 5.620                  | 3.961               | 1.080                     | 19.338            | 6,5                   | 19.720                        | 1,4                                     |
| 1975         | 8.802     | 6.458                  | 3.961               | 1.055                     | 20.276            | 6,4                   | 20.703                        | 1,4                                     |
| 1979         | 9.008     | 7.358                  | 4.157               | 1.195                     | 21.718            | 6,5                   | 22.293                        | 1,4                                     |

kilde: Sydslesvigsk årbog 1980-81; Nr. 21, 1981; s. 28

## Organisation
Partiet er opdelt i lokalforeninger (distrikter), fire amtsforbund og landsforbundet med landsstyrelse og sekretariat i Flensborg. Landsstyrelsen består af syv personer. Den nuværende formand er Christian Dirschauer. Partiets øverste myndighed er landsmødet. Ungdomsorganisation er SSWUngdom.

## Partiformænd
| Partiformand                  | Tiltrædelse | Afgang |
| ----------------------------- | ----------- | ------ |
| Svend Johannsen (1903-1978)   | 1948        | 1949   |
| Samuel Münchow (1893-1976)    | 1949        | 1950   |
| Hermann Clausen (1885-1962)   | 1950        | 1956   |
| Friedrich Mommsen (1901-1965) | 1956        | 1960   |
| Karl Otto Meyer (1928-2016)   | 1960        | 1975   |
| Gerhard Wehlitz (1922-2003)   | 1975        | 1989   |
| Wilhelm Klüver (1929-2014)    | 1989        | 1997   |
| Gerda Eichhorn (1945- )       | 1997        | 2005   |
| Flemming Meyer (1951- )       | 2005        | 2021   |
| Christian Dirschauer (1981- ) | 2021        | 2025   |

## SSW's landssekretærer
- 1948-1950 Wilhelm Ludwig Christiansen (28. oktober 1920–31. marts 2011)
- 1950-1966 Hermann Bornholdt
- 1966-1984 Paul Hertrampf
- 1984-1995 Rolf Lehfeldt
- 1995-2008 Dieter Lenz
- 2008-0000 Martin Lorenzen

## SSW's landdagsmedlemmer
- 1946 0000 Willi Johannsen
- 1946-1950 Hermann Clausen
- 1946-1950 Victor greve Reventlow-Criminil
- 1946-1947 Johannes Oldsen
- 1946-1954 Hermann Olson
- 1946-1954 Samuel Münchow
- 1947-1954 Berthold Bahnsen
- 1947-1950 Christian Mahler
- 1950 0000 Waldemar Reeder
- 1950-1954 Jørgen Andersen
- 1954 0000 Iver Callø
- 1958-1962 Samuel Münchow
- 1958-1971 Berthold Bahnsen
- 1971-1996 Karl Otto Meyer
- 1996-2012 Anke Spoorendonk
- 1996-2000 Peter Gerckens, Husum (født 1944)
- 2000-2005 Silke Hinrichsen, Flensborg
- 2000-0000 Lars Harms, Husum
- 2009-2012 Silke Hinrichsen
- 2009-2020 Flemming Meyer, Skovlund
- 2012-0000 Jette Waldinger-Thiering, Egernførde
- 2020-0000 Christian Dirschauer, Flensborg
- 2022-0000 Sybilla Nitsch, Husum

## SSW-ministre i Slesvig-Holsten
- 2012-2017 Anke Spoorendonk, justits-, kultur- og europaminister

## SSW-forbundsdagsmedlemmer
- 1949-1953 Hermann Clausen
- 2021-0000 Stefan Seidler

## SSW-overborgmestre i Flensborg
- 1945-1950 I.C. Møller
- 2011-2017 Simon Faber

## SSW-bypræsidenter i Flensborg
dvs. formænd for byrådet
- 1950-1951 I.C. Møller
- 1961-1962 Johan Wrang
- 2023-0000 Susanne Schäfer-Quäck